# أندرو لينتون
أندرو لينتون (بالإنجليزية: Andrew Linton)‏ هو فلاح نيوزيلندي، ولد في 28 نوفمبر 1893، وتوفي في 9 يناير 1971.